# 리치 앤 스트레인지
리치 앤 스트레인지(Rich And Strange)는 영국에서 제작된 알프레드 히치콕 감독의 1932년 영화이다. 존 맥스웰 등이 제작에 참여하였다.

## 출연
- Henry Kendall - Fred Hill 역
- Joan Barry - Emily Hill 역
- Percy Marmont - Commander Gordon 역
- Betty Amann - The Princess 역
- Elsie Randolph - The Old Maid 역
- 오브리 덱스터
- 해나 존스

## 제작진
- 조감독: 프랭크 밀스